# Jennifer Alden
Pour les articles homonymes, voir Alden.
Jennifer Alden est une actrice américaine née le 24 janvier 1979 en Californie.

## Filmographie
- 2000 : Undressed (série) : Terry
- 2000 : The Smokers : Frost Posse Queen
- 2003 : That '70s Show (série) : Natalie
- 2004 : North Shore : Hôtel du Pacifique (série) : Christy
- 2004 : Les Quintuplés (série) : Christy
- 2005 : According to Jim (série) : Alicia
- 2005 : Serial noceurs : Christina Cleary
- 2005 : Meet the Family : Lacy
- 2005 : Meet the Family: Dinner with the Rumps : Lacy
- 2006 : Blind Dating : Jasmine
- 2007 : Fall Down Dead : Marie
- 2007 : Leçons sur le mariage (série) : Jill
- 2009 : Knuckle Draggers : Heather
- 2009 : Les Sorciers de Waverly Place, le film (TV) : Giselle
- 2009 : Clones : Concierge
- 2010 : Convincing Clooney : Amanda